# سید محمد طباطبایی فشارکی
سید محمد طباطبایی فشارکی (زادهٔ ۱۲۵۳ (قمری) در فشارک اصفهان - درگذشتهٔ سوم ذی‌القعده۱۳۱۶ (قمری) در نجف) فقیه بود.

## دوران تحصیل
او در یازده سالگی به عراق رفت. کربلا تحصیلات عربی، منطق و برخی مقدمات دیگر را از حاج حسن بن سیدمحمد مجاهد یادگرفت و بعد از مدتی از محضر اساتید دیگری همچون حسین بن محمد اسماعیل معروف به فاضل اردکانی نیز شاگردی کرد.

### مهاجرت به نجف و سامرا
در سال ۱۲۸۶ قمری به نجف رفت و در درس میرزای شیرازی حضور یافت. طباطبایی همراه با میرزای شیرازی به سامرا رفت. طباطبایی ارتباط نزدیکی با میرزای شیرازی داشته است. به گونه‌ای که در بسیاری از مسائل از جمله نهضت تنباکو با میرزای شیرازی همراه بوده است.

## بازگشت به نجف
با درگذشت میرزای شیرازی در سال ۱۳۱۲ قمری طباطبایی همراه با خانواده به نجف برگشت و به تدریس پرداخت.

## درگذشت
او در سوم ذی‌القعده سال ۱۳۱۶ قمری در نجف درگذشت و پیکرش در یکی از حجره‌های صحن علی بن ابی طالب به خاک سپرده شد.

## اساتید
- میرزای شیرازی
- حسین بن محمد اسماعیل معروف به فاضل اردکانی
- حاج حسن بن سیدمحمد مجاهد

## شاگردان
- سید ابراهیم حسینی تهرانی[۷]
- عبدالکریم حائری یزدی
- میرزا محمدحسین نائینی[۸]
- سید حسن مدرس
- شیخ حسن علی اصفهانی
- سید محمدرضا یثربی پدر سید علی یثربی[۹]
- ابوالمجد اصفهانی (او در کتاب وقایة الذهان خود نیز شرح طباطبایی فشارکی را آورده است)[۲]

## ویژگی شخصیتی
طباطبایی از اینکه به عنوان مجتهد مشهور شود پرهیز داشت و ترجیح می‌داد در گمنامی زندگی کند.